# Aleixo de Vasconcelos
Aleixo Nóbrega de Vasconcelos (Rio de Janeiro, 5 de setembro de 1884 – Rio de Janeiro, 6 de novembro de 1961) foi um médico brasileiro.

## Formação acadêmica
Ingressou na Faculdade de Medicina do Rio de Janeiro no ano de 1901, concluindo o curso em 1908, com a apresentação da tese de doutoramento "Contribuição ao estudo bacteriológico do grupo coli-typhico".

## Trajetória profissional
Em 1911 trabalhou como bacteriologista no Serviço de Veterinária do Ministério da Agricultura, Indústria e Comércio. Em 1915 foi ajudante da Seção Técnica do Serviço de Indústria Pastoril, e entre os anos de 1921 e 1933 exerceu a função de chefe da Seção de Leite e Derivados, subordinada ao Ministério da Agricultura. Nesse período foi representante do Brasil em eventos científicos no exterior, como o Congresso Internacional de Febre Aftosa, em Buenos Aires, em 1920, e o Congresso Internacional de Leite e Laticínios e o Congresso Internacional sobre Nutrição, realizados nos Estados Unidos em 1923 e 1925, respectivamente. 
Iniciou sua carreira docente em 1913 ao assumir a cadeira de microbiologia da Faculdade Hahnemanniana, no Rio de Janeiro, a convite de seu diretor, Licínio Cardoso. Anos mais tarde, lecionou microbiologia tanto na Faculdade de Medicina como na Faculdade de Ciências Médicas da Universidade do Estado da Guanabara, onde foi professor catedrático. 
Dedicou-se também à farmacologia, atividade refletida na criação do Laboratório ALVAS, dedicado a análises químicas e bacteriológicas. Foi membro de entidades e associações de classe, como a Sociedade de Medicina do Rio de Janeiro, a Sociedade Nacional de Agricultura, a Liga Brasileira contra a Tuberculose.
Foi eleito membro da Academia Nacional de Medicina em 1935, ocupando a Cadeira 89, que tem João Moniz Barreto de Aragão como patrono e pertencera a Carlos Chagas.